# Dubbelslag (numismatiek)

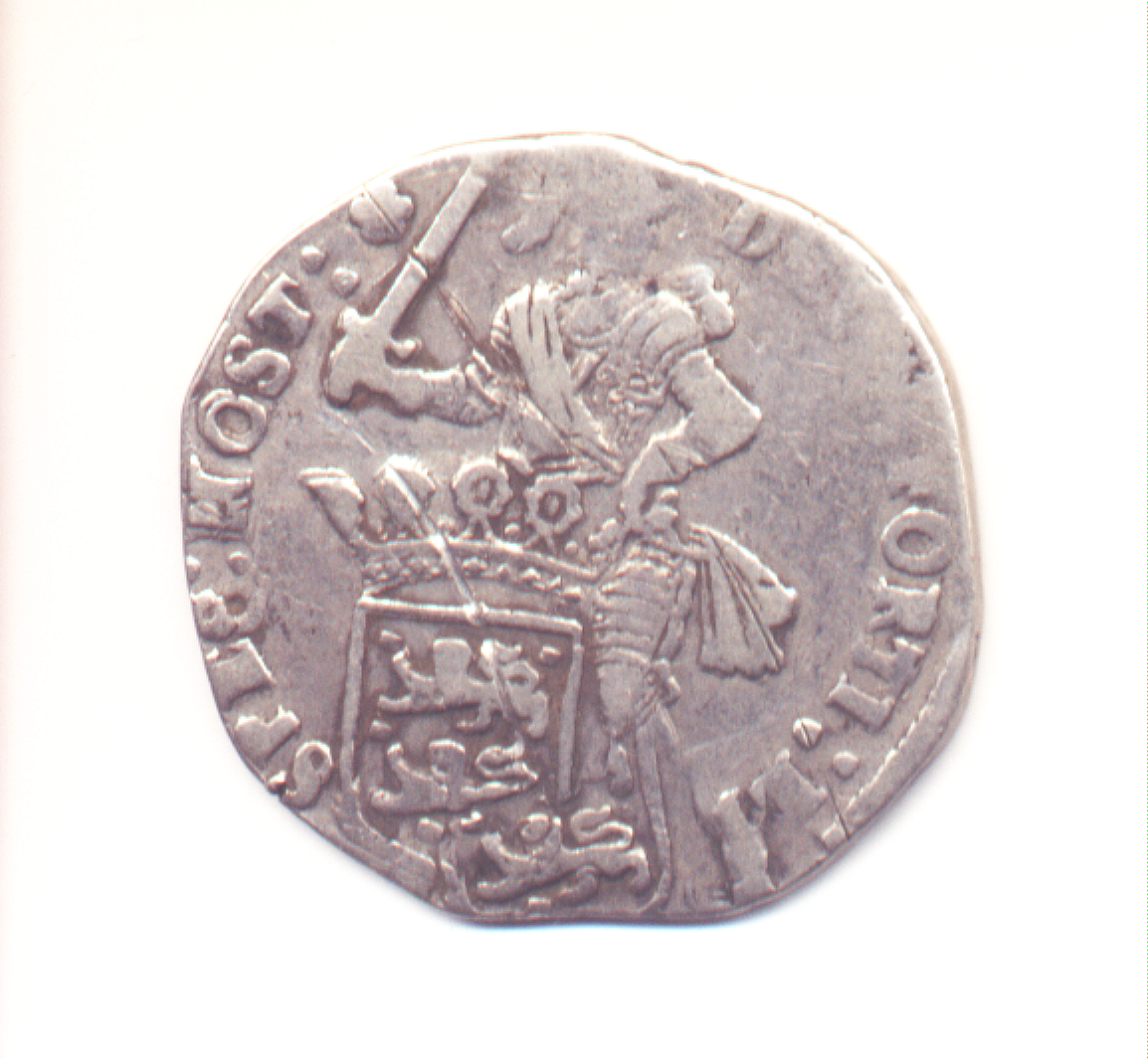
Een voorbeeld van dubbelslag.

Een dubbelslag of versprongen slag is een munt waar hetzelfde stempel twee keer op is terechtgekomen, wat een "schaduweffect" geeft. Dit is dus niet hetzelfde als een overslag. 

## Internationale aanduidingen
- Engels: double strike, phantom strike
- Frans: tréflage
- Duits: Doppelschlag